# Ligament costo-transversaire latéral
Les ligaments costo-transversaires latéraux (ou ligaments costo-transversaires postérieurs ou ligaments transverso-costaux postérieurs ou ligaments transverso-tubérositaires postérieurs ou ligaments transverso-costaux latéraux) sont des ligaments des articulations costotransversaires.
Un ligament costo-transversaire latéral est une bande fibreuse avec un trajet transversal entre le sommet d'un processus transverse d'une vertèbre et la partie non articulaire de la tubérosité costale de la côte correspondante à cette vertèbre.